# زبان منظم

Chomsky-hierarchy

در علوم نظری رایانه، زبان‌های منظم، به زیرمجموعه‌ای از زبان‌های صوری گفته می‌شود.
اعضای یک زبان منظم با عبارت‌های منظم ساخته‌می‌شوند و توسط ماشین حالت متناهی معین پذیرفته می‌شوند.
از زبان‌های منظم در تجزیه کننده‌ها و طراحی زبان‌های برنامه‌نویسی استفاده می‌شود.

## تعریف
مجموعهٔ زبان‌های منظم روی یک الفبا مثل {\displaystyle \Sigma }، به صورت بازگشتی زیر تعریف می‌شود:
- زبان بدون رشته،{\displaystyle \emptyset }، یک زبان منظم است.
- برای هر عضو الفبا، {\displaystyle a\in \Sigma }، مجموعهٔ تک‌عضوی {\displaystyle \{a\}}، یک زبان منظم است.
- اگر مجموعه‌های {\displaystyle A} و {\displaystyle B} دو زبان منظم باشند، آنگاه اجتماع آن‌ها {\displaystyle (A\cup B)}، الحاق آن‌ها {\displaystyle (A\cap B)} وستاره کلین ({\displaystyle A^{*}}) زبان‌های منظم هستند.

مثال
هر مجموعه‌ای شامل تعداد متناهی رشته یک زبان منظم است. مجوعهٔ تک‌عضوی شامل رشتهٔ تهی، {\displaystyle \{\epsilon \}} یک زبان منظم است. به همین‌ترتیب، روی الفبای {\displaystyle \{a,b\}^{*}}، زبانی که شامل تعداد برابر از حروف {\displaystyle a} و {\displaystyle b} باشد، یک زبان منظم است.
{\displaystyle \{a^{n}b^{n}|n\geq 0\}} یک زبان منظم نیست. یعنی این زبان، زبان مورد پذیرش برای هیچ ماشین حالت متناهی نیست و نمی‌توان آن را با عبارت‌های منظم بیان کرد. برای نشان دادن آن که یک زبان، منظم نیست، از لم تزریق، استفاده می‌شود.

## بیان‌های دیگر
یک زبان منظم:
- زبان مورد پذیرش یک اتوماتون تعین‌ناپذیر متناهی، (NFA) است.
- زبان مورد پذیرش یک ماشین‌های تعین‌پذیر حالات متناهی، (DFA) است.
- زبان مورد پذیرش یک یک ماشین حالت متناهی متناوب، (AFA) است.
- توسط یک دستور منظم (Regular grammar)، ساخته‌می‌شود.
- توسط یک دستور پیشوندی (Prefix grammar)، ساخته‌می‌شود.
- زبان مورد پذیرش یک ماشین تورینگ است.
- قابل بیان در منطق مرتبهٔ دوم است.

## تساوی‌های جبری برای عبارت‌های منظم
- {\displaystyle (R^{*})^{*}=R^{*}}
- {\displaystyle (\epsilon +R)^{*}=R^{*}}
- {\displaystyle R+R^{*}=R^{*}}
- {\displaystyle RR^{*}=R^{+}}

## ویژگی‌های بستاری
اگر زبان‌های M و N، منظم باشند:
- اجتماع دو زبان، یعنی {\displaystyle M\cup N} منظم است.
- الحاق آن دو، {\displaystyle M\circ N} منظم است.
- اشتراک آن‌ها، یعنی {\displaystyle M{\hat {N}}} منظم است.
- ستاره کلین هر کدام از آن‌ها، {\displaystyle M^{*}} و {\displaystyle N^{*}} منظم‌اند.
- تفریق و متمم آن‌ها،{\displaystyle M-N} و {\displaystyle {\bar {M}}} منظم‌اند.
- معکوس زبان، {\displaystyle M^{R}}، منظم است.

ویژگی‌های تصمیمی سؤالهایی است که دربارهٔ یک اتوماتا یا یک زبان می‌توانیم بپرسیم. در زیر نمونه‌ای از آنها را مشاهده می‌کنید.
- مسئله عضویت

آیا رشتهٔ w متعلق به زبان L است؟
- مسئله تهی بودن

آیا زبان L تهی است؟ برای پاسخ به این سؤال باید به این سؤال جواب داد که آیا مسیری در اتوماتای A که زبان L را می‌پذیرد وجود دارد که ما را از یک حالت آغازین به یک حالت پایانی برساند؟
- مسئله متناهی بودن

آیا در زبان L تعداد محدودی رشته وجود دارد؟ برای پاسخ به سؤال ذکر شده دو راهکار یا لم وجود دارد.
لم1: اگر DFA دارای n حالت باشد و رشته‌ای با طول n یا بیشتر را بپذیرد، آنگاه زبان DFA نامتناهی است.
لم2: اگر رشته‌ای با طول n یا بیشتر در زبان L (که DFAی معادلی با n حالت دارد) وجود داشته باشد، آنگاه رشته‌ای با طول بین n و 2n-1 نیز دارد.

## زیرمجموعه‌ها
- زبان‌های متناهی، که مجموعه‌هایی شامل تعداد متناهی رشته هستند.
- زبان‌های بی‌ستاره، شامل رشته‌هایی که توسط عبارت‌های منظم، از رشته‌های تهی، نمادهای الفبا و اعمال جبری و الحاق روی آن‌ها به دست می‌آیند. از ستاره کلین نمی‌توان در آن‌ها استفاده کرد. این دسته از زبان‌ها، شامل همهٔ زبان‌های متناهی‌اند.